# IC 1068
IC 1068 ist eine elliptische Galaxie vom Hubble-Typ E0 im Sternbild Jungfrau am Nordsternhimmel. Sie ist schätzungsweise 377 Millionen Lichtjahre von der Milchstraße entfernt.
Das Objekt wurde am 3. Juni 1891 von Stéphane Javelle entdeckt.